# Міс Югославія
Міс Югославія (сербохорв. Mis Jugoslavije/Мис Југославије) — національний конкурс краси для незаміжніх жінок у колишній Югославії.
Започаткований у 20-х рр. ХХ ст., перерваний Другою світовою війною та подальшим комуністичним правлінням, хоча вже в 60-х рр. поновлений попри те, що в інших державах комуністичного табору на такі змагання було накладено табу аж до 80-х рр.
Протягом югославських воєн у 1992—1995 рр. конкурс не проводився.
1996 р. змагання відновилося у так званій «малій Югославії» під назвою «Міс Ю». 2003 р. у зв'язку з утворенням Союзної держави Сербії та Чорногорії конкурс, відповідно, було перейменовано на «Міс Сербія та Чорногорія».
Зі здобуттям незалежності Чорногорії 2006 року змагання з 2007 р. змінило назву на «Міс Сербія» (серб. Miss Srbije) і проводиться лише для Сербії.

## Переможниці

### Переможниці перед Другою світовою війною
| Рік     | Повне ім'я                           |
| ------- | ------------------------------------ |
| 1926    | Штефиця Відачич                      |
| 1927    | Светлана Гугович                     |
| 1928    | ?                                    |
| 1929    | Стана Матеєвич [Станіслава Матієвич] |
| 1930    | Стефані Дробняк [Дрольмська]         |
| 1931    | Катиця Урбан (Катарина Урбан)        |
| 1932    | Ольга Джурич                         |
| 1933    | Драгиця Угаркович                    |
| 1934    | ?                                    |
| 1935    | Ніна Нінкович                        |
| 1936–37 | не відомо                            |
| 1938    | Ольга Діняші                         |
| 1939–40 | не відомо                            |

### Міс Югославія
| Рік     | Міс Югославія        |
| ------- | -------------------- |
| 1941–65 | не проводиться       |
| 1966    | Никиця Маринович     |
| 1967    | Александра Мандич    |
| 1968    | Івона Пухлера        |
| 1969    | Радмила Живкович     |
| 1970    | Аніта Батуріна       |
| 1971    | Злата Петкович       |
| 1972    | Біляна Ристич        |
| 1973    | Атіна Голубова       |
| 1974    | Ядранка Баняць       |
| 1975    | Ладія Верковська     |
| 1976    | Наташа Кошир         |
| 1977    | Светлана Вишніч      |
| 1978    | ?                    |
| 1979    | ?                    |
| 1980    | Зориця Песек         |
| 1981    | ?                    |
| 1982    | Ана Сассо            |
| 1983    | Бернарда Маровт      |
| 1984    | Дінка Делич          |
| 1985    | Александра Косанович |
| 1986    | Мая Кукич            |
| 1987    | Матільда Саздова     |
| 1988    | Сузана Жунич         |
| 1989    | Александра Добраш    |
| 1990    | Івона Брнелич        |
| 1991    | Славиця Трипунович   |